# Communauté rurale de Mbéllacadiao
La ancienne communauté rurale de Mbéllacadiao a été une communauté rurale du Sénégal, érigé en Commune par la communalisation intégrale. Elle est située à l'ouest du pays, au sud de Dakar.
Elle fait partie de l'arrondissement de Ndiob (depuis 2011, jusqu'en 2011 partie de l'arrondissement de Diakhao disparu), du département de Fatick et de la région de Fatick.
Elle est limitée par la :
- Communauté rurale de Thiaré Ndialgui au nord ;
- Communauté rurale de Diaoulé et Communauté rurale de Ndiébel (département de Fatick) à l'est.
- Communauté rurale de Thiomby (département de Fatick) au sud-est.
- Communauté rurale de Mbam (département de Foundiougne) et le fleuve Saloum au sud ;
- Communauté rurale de Djilasse, Communauté rurale de Loul Sessène, Communauté rurale de Diouroup, commune de Fatick, Communauté rurale de Niakhar, qui sont toutes au bord du fleuve Sine, à l'ouest

Lors du PEPAM-recensement 2004, la CR comptait 11 319 personnes et 1 280 ménages.